# Gyilkosság telefonhívásra
A Gyilkosság telefonhívásra (eredeti cím: Dial M for Murder) 1954-ben bemutatott bűnügyi thriller Alfred Hitchcock rendezésében. Főszereplők Ray Milland, Grace Kelly és Robert Cummings. A forgatókönyvet Frederick Knott saját azonos című színdarabjából írta, amit először 1952-ben mutattak be Londonban, majd abban az évben New Yorkban.
2008-ban az Amerikai Filmintézet Hitchcock alkotását a 10 legjobb rejtélyes film közé sorolta a 9. helyen.

## Cselekménye
London, az 1950-es évek eleje.
Tony Wendice, valamikori profi teniszjátékos gazdag feleségével, Margot-val Londonban él. Tony visszavonult a versenyzéstől, és sportszerek árusításából él, miután felesége panaszkodott az állandó utazgatásai miatt. Margot-nak viszonya van egy amerikai detektívregény-íróval, Mark Halliday-vel, aki a Queen Mary óceánjáróval Southamptonba érkezik. Tony már korábban rájött a kapcsolatra, de ezt titokban tartotta. Tony elhatározza, megöleti a feleségét valakivel, aki végre fogja hajtani az által kitalált „tökéletes gyilkosság”-ot.
Amikor Mark Londonba utazik, Margot bemutatja Tonynak mint kedves ismerősét. Tony megkérdezi Markot, hogy ő mint író hisz-e a tökéletes gyilkosságban, ő azt válaszolja, hogy elméletileg igen, mert a könyvben az történik, amit az író leír, de a gyakorlatban nem, mert ott valami mindig másképpen alakul.
Tony színházjegyeket szerez, majd kimenti magát azzal, hogy otthon kell dolgoznia. Eközben telefonon meghívja a lakásába C.A. Swann-t, aki egy autót szeretne eladni 1100 fontért. Hamarosan kiderül azonban, hogy a meghívás nem emiatt történt. Mindketten a Cambridge-i Egyetemre jártak, és ott Swann már kisebb pénzügyi csalásokat követett el. Tony jóval később felismerte a férfit a Victoria pályaudvaron, követte mindenfelé, és terhelő adatokat tudott meg róla, például, hogy sok helyen tartozott a lakbérrel, és egyik főbérlőnője rejtélyes körülmények között eltűnt. Swann nem tudja megcáfolni a vádakat. Tony elmondja neki, hogy a feleségének viszonya van valakivel, és az illető utolsó szerelmes levelét, amit felesége állandóan a kézitáskájában hordott, megmutatja Swann-nak. Tony fél évvel korábban lopta el a levelet, és névtelenül kétszer megzsarolta a feleségét ötven fonttal, amit az asszony mindkét alkalommal kifizetett. Amikor Swann hezitál, hogy elfogadja-e az ajánlatot, Tony megemlíti neki, hogy az ujjlenyomata rajta van a levélen, és azt fogják gondolni, hogy ő a felesége zsarolója. Amikor Tony 1000 fontot kínál neki a felesége meggyilkolásáért, kis habozás után elfogadja az előlegként kapott 100 fontot.
Amikor Swann beleegyezik, hogy végrehajtja a dolgot, Tony előadja a tervét. Markkal együtt elmennek egy esti baráti beszélgetésre, Margot pedig otthon marad. Ilyenkor rendszerint rádiót hallgat és hamar lefekszik. Margot lakáskulcsát Tony a lépcsőházban a lépcsőn lévő szőnyeg alá fogja tenni. Swann bemegy a lakásba a kulccsal 11 óra előtt nem sokkal, visszateszi a kulcsot, és elrejtőzik az íróasztalnál lévő függöny mögött. Tony fel fogja hívni a feleségét telefonon 11 után pár perccel. Az asszony odamegy a telefonhoz, ekkor Swann lecsaphat rá, és a kert felé távozhat, mert annak nyitva van az ajtaja az utca felé. Előtte egy bőröndbe össze kell dobálnia pár holmit, de a bőröndöt ott kell hagynia, mintha rablás közben megzavarták volna. A tervet másnap este kell végrehajtani.
Margot eleinte el akar menni moziba, mert nincs kedve otthon ülni (így a kulcsát nem adja kölcsön Tonynak), végül Tony rábeszéli, hogy ragassza be az újságcikkeket, amiket összegyűjtött és egy albumba akart beragasztani. Tony egy trükkel elcseni a felesége kulcsát.
Mark és Tony a terv szerint elmennek a klubba. Tony órája megáll, mert valószínűleg túlságosan felhúzta, ezért később telefonál, amikor Swann már dolga végezetlenül indulni készül, de a telefoncsörgésre visszamegy a helyére. Margot felveszi a telefont, amibe Tony nem szól bele. Ekkor Swann egy sállal hátulról fojtogatni kezdi a nőt. Margot felkapja az íróasztalon heverő ollót, amit az újságcikkek kivágásához használt, és hátba döfi vele a férfit, aki abbahagyja a fojtogatást, és amikor a földre zuhan, az olló mélyen beleáll a hátába. Tony végig hallja a telefonban a felesége fuldoklását de meglepődik, amikor az asszony beleszól a kagylóba. Tony megkéri, hogy ne csináljon semmit, majd ő kihívja a rendőrséget.
Otthon Tony átkutatja Swann ruháját a kulcsot keresve, amit odaadott neki, és meg is találja. Ezt becsúsztatja Margot táskájába. Kihívja a rendőrséget, Margot-t elküldi lefeküdni, és a szerelmes levelet Swann kabátjába teszi. A Swann által a fojtogatáshoz használt sálat elégeti a kandallóban, majd a felesége varrós táskájából egy pár nejlonharisnyát vesz elő, az egyiket leejti a padlóra, a másikat az íróasztal mappája alá rejti.
Másnap Hubbard, a rendőrség főfelügyelője kikérdezi őket, bár azt előző este egy őrmester már megtette. Margot néhány ellentmondásos kijelentést tesz. Amikor Hubbard azzal áll elő, hogy a gyilkosnak a bejáraton kellett belépnie és kulcsa volt, Tony azzal a téves információval áll elő, hogy látta Swann-t abban az időszakban, amikor a felesége táskáját ellopták, és akkor a férfi valószínűleg másolatot készíthetett a lakáskulcsról. Hubbard letartóztatja Margot-t a férfi meggyilkolásának vádjával, mivel a férfinél megtalálták a Margot-nak írt szerelmes levelet, így nyilvánvaló, hogy a férfi zsarolta őt és most is bizonyára pénzért jött.
Margot-t kötél általi halálra ítélik a férfi meggyilkolása miatt. Hetek telnek el. Egy nappal az ítélet végrehajtása előtt Mark megpróbálja meggyőzni Tonyt, hogy változtassa meg a vallomását, mert azzal bebizonyíthatja, hogy Margot igazat mondott és ezzel megmentheti az akasztófától, mivel a vád mindössze három bizonyítékon nyugszik: a szerelmes levélen, a harisnyán, és hogy Swann-nál nem volt kulcs (tehát Margot-nak kellett beengednie, vagyis ismerte a férfit).
Mark arra kéri Tonyt, hogy adjon elő a rendőrségen egy „mesét”, és elmondja szinte pontosan azt, ami valójában történt: Tony otthagyott Swann-nak egy kulcsot, így a férfi maga nyitotta ki az ajtót. Tony felbérelte Swann-t, hogy ölje meg a feleségét, és kilopta Margot táskájából a levelet, amit átadott Swann-nak. Tony írta a zsarolóleveleket, nem Swann. Mark szerint Tony legfeljebb csak pár év börtönt kaphat, de megmenti Margot életét (Mark azt feltételezi, hogy Tony szereti a feleségét, és meg akarja menteni). Tony elutasítja a tervet, hiszen neki az is kapóra jön, ha Margot bármilyen okból meghal: ő az egyedüli örökös, és az asszonynak nagy vagyona van.
Beszélgetés közben megérkezik a főfelügyelő (Mark ekkor a hálószobában rejtőzik el), aki egy közelben történt rablás ügyében nyomoz, és azt kérdezi Tonytól, hogy adott-e el valami értékesebb holmit készpénzért, mert a szervizben kiegyenlítette 60 fontos tartozását (úgy látszik, hogy ez jelentősebb összeg volt abban az időben). Tony azt mondja, hogy agárversenyen nyerte a pénzt. Hubbard eközben egy trükkel kipróbálja a magával hozott kulcsot a lakásajtóban, de az nem nyitja a zárat. Amikor Hubbard már menni akar, még megkérdezi, nem vesztett-e el Tony egy kék színű aktatáskát. Tony azt mondja, hogy igen, valószínűleg egy taxiban maradt, de nem volt benne pénz. Mark észreveszi, hogy a táska az ágyon hever. Amikor elhangzik, hogy Tony többször is a táskából vett elő pénzt, amikor különböző boltokban fizetett, Mark felfeszíti a táskát és az tele van összekötözött egy fontos bankjegyekkel. Amikor Hubbard távozni akar, Mark előjön rejtekéből, és megmutatja neki a táskát, ami tele van pénzzel. Hubbard szerint a táska tartalma több mint 500 font. Mark azzal az ötlettel áll elő, hogy Tony ezt a pénzt a felesége megölésére szánta, és mivel a merénylő meghalt, a pénz megmaradt. Tony belemegy a játékba, és előadja az esetet, mintha az Mark kitalációja volna. Hubbard Tony íróasztalához megy és az izgága Marktól zavarva Tony bankszámla füzetét vizsgálja. Abból kiderül, hogy Tony hetente vett ki 50 font körüli összegeket a bankszámlájáról. Tony azonban azzal áll elő, hogy a táskában talált pénzt Margot bízta rá a letartóztatása előtt. Szerinte az asszony Swann-nak szánta a pénzt, de megölte, hogy ne zsarolhassa tovább.
Hubbard látszólag arra hajlik, hogy szerinte is így történhetett a dolog, de megjegyzi, hogy már hónapok óta lezárták a nyomozást, és az ítéletet nem fogják egy ötlet vagy egy hihetetlen új vallomás miatt visszavonni. Mark ezt hallva elrohan. Hubbard egy újabb trükkel elcseréli a kabátját Tonyéval, és távozás előtt megjegyzi, hogy Margot-nak van bent néhány személyes holmija, pár könyv és a táskája, amiért Tonynak be kellene mennie. Tony megígéri, hogy két nap múlva bemegy a holmikért. Előbb Hubbard, majd nem sokkal később Tony is távozik, de előtte a táskából való pénzzel teletömi a zakója zsebeit. Hubbard látva Tony távozását visszajön és Tony kulcsával bemegy a lakásba. Telefonon felhívja egyik emberét, hogy járjon el úgy, ahogy megbeszélték. Nemsokára Mark kopogását hallja, aki a lakás előtt várakozott. Majd egy civil autóval Margot érkezik meg, akit két nyomozó hozott idáig. Margot nem tudja kinyitni az ajtót, ezért kimegy az utcán várakozó autóhoz, majd az egyik nyomozó gyalog elkíséri a kert felőli bejárathoz (ezzel az is kiderül, hogy Margot nem tud a lépcső szőnyege alá rejtett kulcsról – azt Hubbard az embereivel egy óra alatt találta meg). Margot meglepődik, amikor a lakásban látja a főfelügyelőt és el akar menni, de amikor Mark megszólal, visszafordul. Hubbard megkéri az emberét, hogy vigye vissza az asszony táskáját a rendőrségre, és a rendőrségi autót tüntesse el a ház elől.
Az asszony nem érti a dolgot, még mindig azt hiszi, hogy Tony szereti őt, ezért Hubbard elmondja nekik, hogy Tony költekezése gyanús lett, mert a felesége letartóztatása után kezdődött. Tony legalább 300 fontot költött el. Hubbard szerette volna megnézni a férfi íróasztalában a bankbetétjének számláját, de a Margot táskájában lévő kulccsal nem tudta kinyitni a lakás ajtaját.
Ekkor egy embere jelzi Hubbardnak, hogy Tony közeledik. Azonban Tony nem találja a lakáskulcsát a kabátban (ami a felügyelőé), ezért visszafordul.
Hubbard újból telefonál, és meghagyja, hogy mielőtt Tonynak átadják a felesége táskáját, írassanak alá vele egy átvételi elismervényt, amin legyen felsorolva a táska tartalma, és a listában legyen benne a lakáskulcs is.
Az esetet tovább mesélve kiderül, hol követte el Tony a hibát: azt hitte, hogy mivel Swann meghalt, az a kulcs van nála, amit Tony a feleségétől elvett, ezért a Swann-nál talált kulcsot visszatette Margot táskájába. Valójában Swann az ajtó kinyitása után visszatette a kulcsot a szőnyeg alá, ahogy megbeszélték. Így Margot táskájába Swann saját lakáskulcsa került. (Ezt Hubbard kipróbálta, amikor elment a férfi barátnőjének lakásához). A cserének nem lett volna értelme, ha Margot követi el a gyilkosságot.
Nem sokkal később megérkezik Tony Wendice a lakás ajtajához, és persze nem tudja kinyitni a felesége táskájában lévő kulccsal. Már majdnem elmegy, majd hosszas töprengés után visszafordul és a szőnyeg alatt lévő kulccsal bemegy a lakásba (ezzel gyakorlatilag igazolja bűnösségét). Ott meglepődik, amikor a felesége mellett Markot és Hubbard főfelügyelőt látja. Hirtelen ki akar menni, de az ajtóban egy ballonkabátos nyomozó áll. Tony könnyedén veszi a dolgot, és egy italt tölt magának. Hubbard egy kis fésűvel a bajuszát kezdi fésülgetni, miközben az Igazságügyi Minisztériumba telefonál, ahol már várják a hívását.

## Szereposztás
| Szerep                                   | Színész          | Magyar hang                    |
| ---------------------------------------- | ---------------- | ------------------------------ |
| Tony Wendice                             | Ray Milland      | Fülöp Zsigmond                 |
| Margot Mary Wendice                      | Grace Kelly      | Kovács Nóra                    |
| Mark Halliday                            | Robert Cummings  | Szersén Gyula                  |
| Hubbard főfelügyelő                      | John Williams    | Tyll Attila                    |
| Lesgate kapitány Charles Alexander Swann | Anthony Dawson   | Kautzky József                 |
| Pearson nyomozó                          | Patrick Allen    | Kiss László                    |
| Williams nyomozó                         | George Leigh     | Füzessy Ottó                   |
| Első nyomozó                             | George Alderson  | ?                              |
| O'Brien rendőrőrmester                   | Robin Hughes     | Csernák János                  |
| Narrátor                                 | Leo Britt        | Láng József                    |
| Fotón szereplő férfi (Tony asztalánál)   | Alfred Hitchcock | (nem szólal meg)               |
| Rendőr Tony lakása előtt                 | Martin Milner    | Orosz István (színművész)      |
| Bíró Margot tárgyalásán                  | Forbes Murray    | Bálint György                  |
| Margot tárgyalásán megszólaló férfiak    | –                | Somogyvári Pál Varga T. József |

## Megjelenése
Amerikai mozi: 1954. május 29.
DVD: 2004. szeptember 7.

## Fogadtatás
A filmkritikusok véleményét összegző Rotten Tomatoes 81%-ra értékelte 27 vélemény alapján.
A FilmFanatic.org a „feltétlenül meg kell nézni” kategóriába sorolta, annak ellenére, hogy „a történet gyakorlatilag egyetlen helyszínen játszódik, de a Knott által írt párbeszédek annyira ügyesen vannak megkomponálva, hogy ez végig leköti a néző figyelmét”.
Az AMC FilmCritic.com kritikusa szerint: „Hitchcock egyik legjobb filmje. A rendezése soha nem volt jobb,[...] a rendezők modellként használhatják. A kritikusok úgy látszik, jobban kedvelik a teátrális pszichológiai melodrámákat, de ne figyeljünk rájuk – ez a film határozottan klasszikus.”

## Díjak, jelölések
Amerikai Filmintézet
- 100 év...100 borzongás – 48. hely
- 100 év...100 hős és gonosz – gonosz jelölés: Tony Wendice
- 100 év filmzenéje – jelölés
- 10 Top 10 – 9. rejtélyes film

Elnyert díjak
- 1954, National Board of Review, USA – „legjobb színésznő”: Grace Kelly
- 1954, National Board of Review, USA – „legjobb mellékszereplő”: John Williams

Jelölések
- 1955, BAFTA-díj – „legjobb külföldi színésznő”: Grace Kelly
- 1955, Directors Guild of America, USA – „kiemelkedő rendezés”: Alfred Hitchcock

## A film készítése
Az 1953-as Meggyónom után Hitchcock a The Bramble Bush-t tervezte elkészíteni, ami David Duncan 1948-as regényén alapult. A filmet a Transatlantic Pictures készítette volna és Sidney Bernstein lett volna a társproducer. Azonban a forgatókönyvvel és költségvetéssel is gondok voltak, így Hitchcock és Bernstein felbontották a szerződésüket és a Warner Bros. beleegyezett, hogy a The Bramble Bush-t ejtik, és helyette a Gyilkosság telefonhívásra c. filmet (Dial M for Murder) fogják elkészíteni.
A filmet 1953. július 30. és szeptember 25. között vették fel, mindössze 36 nap alatt.

## Forgatási helyszínek
Warner Brothers Burbank Studios – 4000 Warner Boulevard, Burbank, Kalifornia, USA. Az 5., 6., 9., 20. számú stúdió.

## Érdekesség
- Amikor Cary Grant meglátta a darabot a Broadway-n, szerette volna eljátszani Tony Wendice figuráját, de a stúdió vezetői nem egyeztek bele, hogy olyan férjet játsszon, aki meg akarja öletni a feleségét.
- Margot és Mark neve a film készítése során alakult ki, korábban a nevük Shelia Mary Wendice és Max Halliday lett volna.
- Hitchcock szokásos cameoszereplése ebben a filmben egy fekete-fehér fényképre korlátozódik. A fényképen az egyetemi öregdiák találkozón Tonyval egy asztalnál ül, de nem közvetlenül mellette.
- A film eredeti címe (Dial M for Murder – „Tárcsázd az M-et a gyilkossághoz”) abból ered, hogy a telefonon a számok mellett a könnyebb megjegyezhetőség érdekében betűk is találhatók.
- Amikor Tony Wendice a saját lakásukat tárcsázza, az „M”, vagyis a 6-os számmal kezdi a tárcsázást.
- Az ellopott szerelmes levelet Tony azért teszi Swann kabátjának belső zsebébe, mert miután eredeti terve kudarcot vallott, a levéllel azt a látszatot kelti, hogy Margot nem önvédelemből, hanem előre megfontolt szándékból ölte meg a férfit, hiszen az zsarolta őt. Emiatt égeti el a sikertelen fojtogatáshoz használt sálat, és teszi oda a harisnyákat, mert azzal Margot saját magát is fojtogathatta, hogy a nyomok ott legyenek a nyakán.
- A főfelügyelő már a kezdet kezdetén gyanúsnak találja, hogy az áldozatnál egyetlen kulcs sincs (még saját lakáskulcsa sem). Ez felveti azt a kérdést, hogy Swann hogyan jutott be a lakásba (az erkélyajtó azért nem jön szóba, mert esett az eső, és ha Swann a kert felől jön, akkor sáros lett volna a cipője talpa). Amikor észleli, hogy a Margot táskájában lévő kulcs nem nyitja a lakást, elkezdik keresni a bejárati hallban, és megtalálják a lépcsőn lévő szőnyeg alatt. A kérdés az, hogy ki tud róla, hogy a kulcs ott van, mert az a bűnös.
- Margot azért nem ismeri fel, hogy a zsarolóleveleket a férje írta, mert a szövegek csupa nagybetűvel vannak írva.
- A filmet eredetileg két kamerát alkalmazva, 3D-technikával vették fel a Warner Bros. kérésére, de Hithcock sem korábbi, sem későbbi filmjeinél nem használta. Európában a mozik csak a 2D-változatot vetítették. A 3D-változatot csak 1980-ban mutatták be az európai mozik.

## Feldolgozások
Az Alfred Hitchcock Presents (1956) című televíziós sorozat Portrait of Jocelyn cíamű epizódja, ebben a férj, Mark Halliday megöli a feleségét.
A filmet néha összekeverik a hasonló témájú Midnight Lace (1960) című filmmel, abban Rex Harrison és Doris Day a főszereplők. A történetben egy nő zaklató telefonhívásokat kap, ami odáig fajul, hogy fizikailag is veszélybe kerül. A végén kiderül, hogy a férje fenyegette. A rendőrfelügyelőt abban a filmben is John Williams játssza. A helyszín szintén Anglia.
Az ABC kétórás filmet készített belőle 1968-ban, abban Laurence Harvey volt Tony, Diane Cilento Margot és Hugh O'Brian Max.
1981-ben az USA-ban tévéfilmet készítettek belőle Angie Dickinson és Christopher Plummer főszereplésével.
1981-ben az eredeti darabot a Szovjetunióban is filmre vitték Ошибка Тони Вендиса („Tony Wendice hibája”) címmel.
1985-ben Bollywoodban feldolgozták Aitbaar címmel, abban a főszereplők Raj Babbar, Dimple Kapadia és Suresh Oberoi voltak. Ugyanabban az évben elkészült a film tamil nyelvű változata is, Chaavi címmel, abban Sathyaraj, Saritha és Nizhalkal Ravi játszottak.
Andre Davis Tökéletes gyilkosság (1998) címmel készítette el a film remake-jét. A főszereplők Michael Douglas és Gwyneth Paltrow. Ebben Halliday és Lesgate karakterét összevonták. Itt is a férj (Michael Douglas) bérli fel (vagy inkább kényszeríti) a feleség szeretőjét (Viggo Mortensen), hogy ölje meg az asszonyt. A szerető bosszút áll a férjen. A nyomozó (David Suchet) szerepe kisebb, mint az eredeti változatban. A történet homályos pontjait a feleség (Gwyneth Paltrow) világítja meg.
2002-ben Bollywoodban egy újabb film készült Humraaz címmel az eredeti film és a Tökéletes gyilkosság című feldolgozás alapján. A film főszereplői Bobby Deol, Akshaye Khanna és Amisha Patel.

## Fordítás
Ez a szócikk részben vagy egészben  a   Dial M for Murder című angol Wikipédia-szócikk fordításán alapul.  Az eredeti cikk szerkesztőit annak laptörténete sorolja fel. Ez a jelzés csupán a megfogalmazás eredetét és a szerzői jogokat jelzi, nem szolgál a cikkben szereplő információk forrásmegjelöléseként.